# Natália Pereira

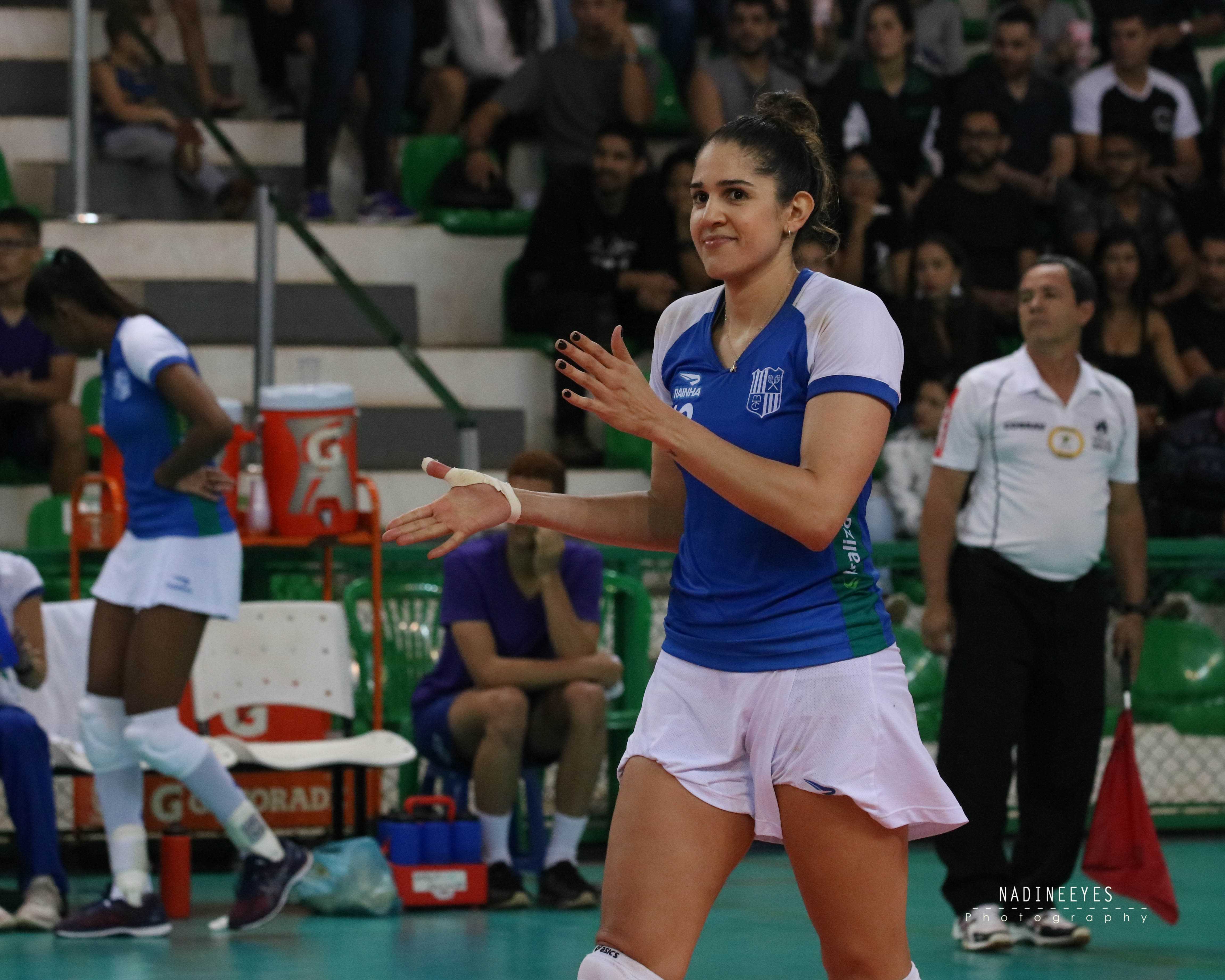
Natália Pereira zawodniczką Minas Tênis Clube w sezonie 2018/2019

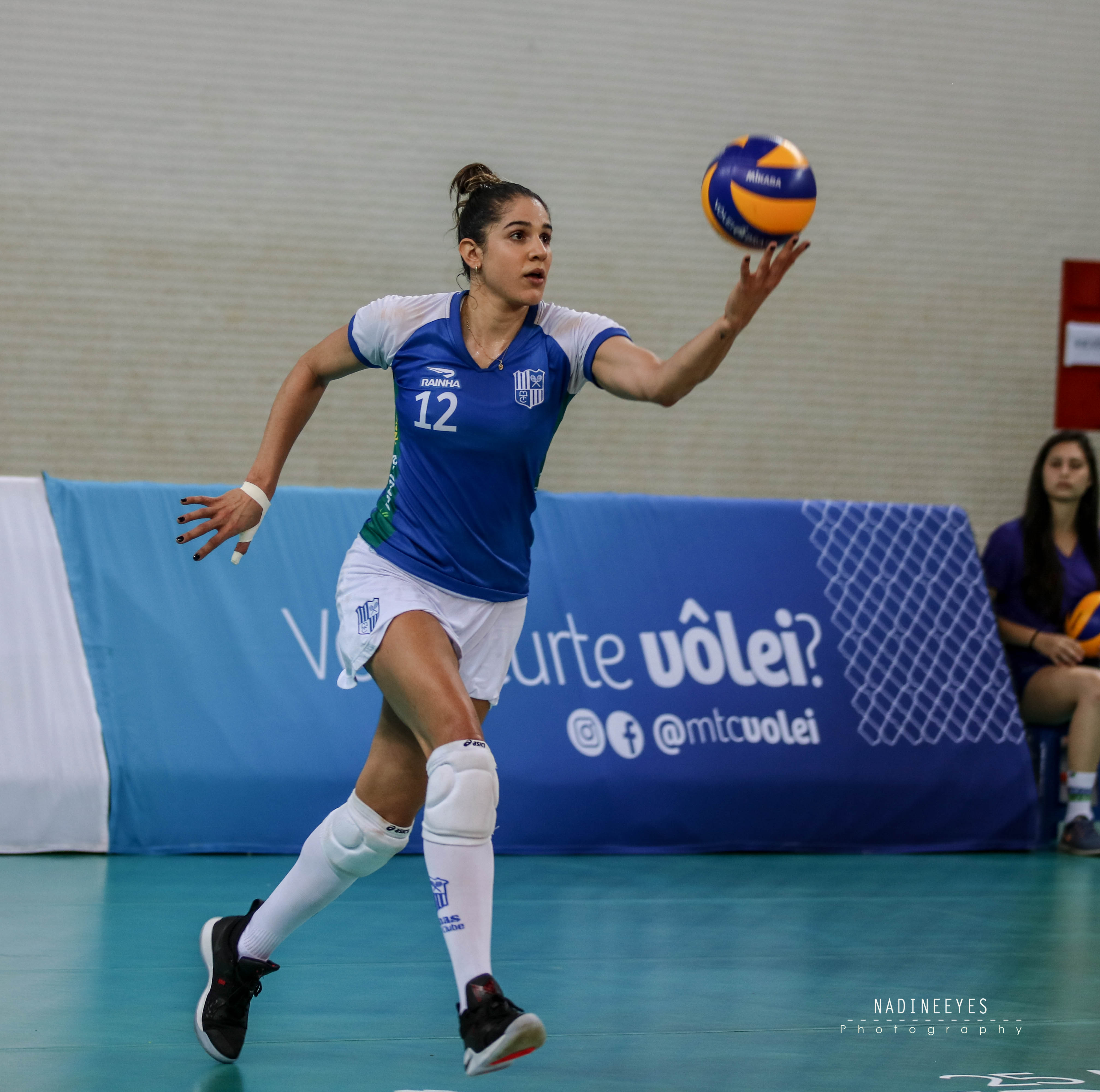
Natália Pereira podczas wykonywania zagrywki w drużynie Minas Tênis Clube w sezonie 2018/2019

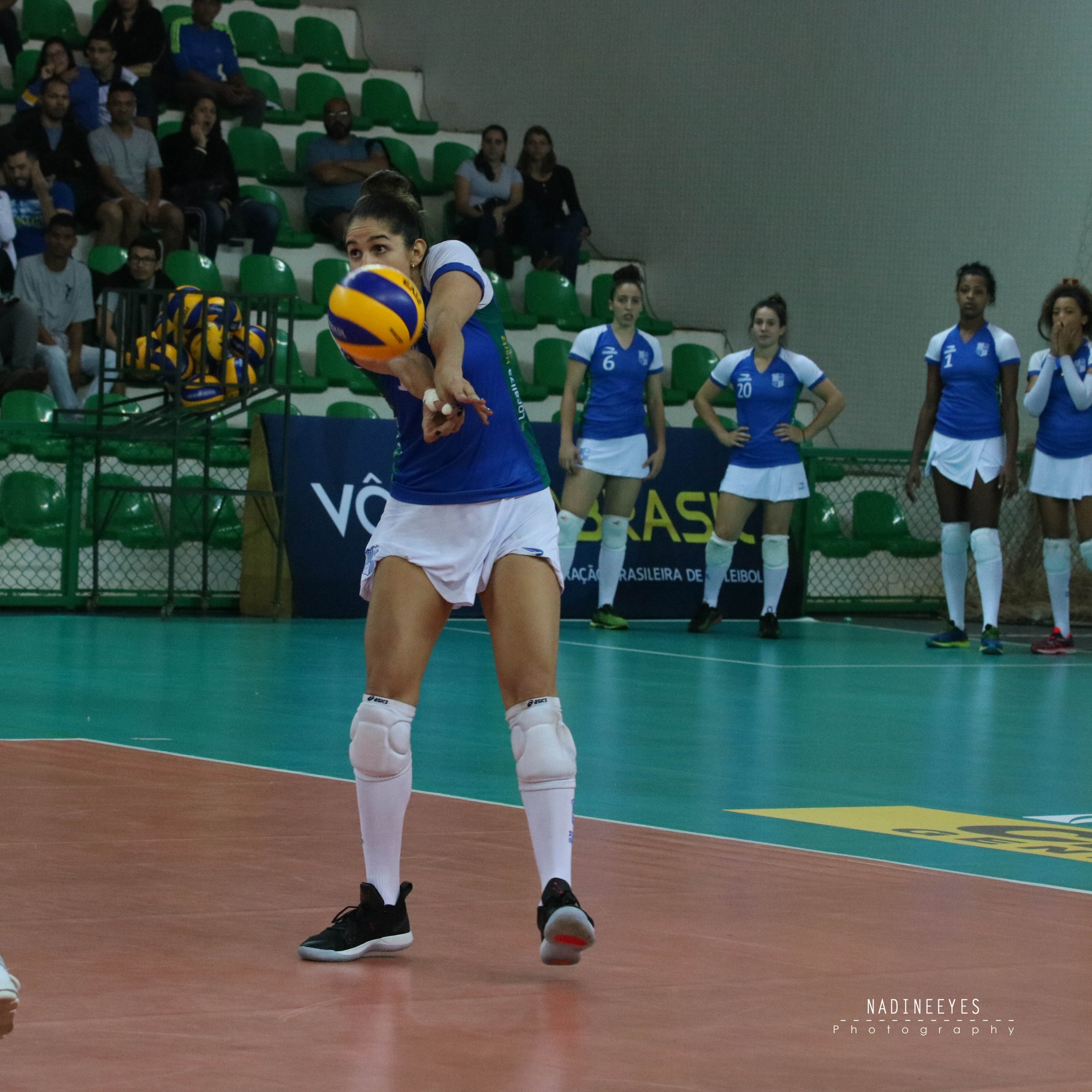
Natália Pereira podczas przyjmowania zagrywki przeciwnika w drużynie Minas Tênis Clube w sezonie 2018/2019

Natália Zilio Pereira (ur. 4 kwietnia 1989 w Joaçaba) – brazylijska siatkarka, reprezentantka kraju, grająca na pozycji przyjmującej. Mistrzyni Olimpijska z 2012 roku oraz Wicemistrzyni Świata z 2010 roku. 
Pod koniec marca 2022 roku poinformowała, że kończy karierę reprezentacyjną.

## Sukcesy klubowe
Mistrzostwo Brazylii:
- 2010, 2013, 2015, 2016, 2019, 2025[4]
- 2007, 2008, 2009, 2011

Puchar Brazylii:
- 2008, 2025[5]

Klubowe Mistrzostwa Ameryki Południowej:
- 2009, 2010, 2013, 2015, 2019

Puchar Turcji:
- 2017

Mistrzostwo Turcji:
- 2017
 2018

Klubowe Mistrzostwa Świata:
- 2018, 2019

Superpuchar Turcji:
- 2019

Mistrzostwo Rosji:
- 2023
- 2021

Puchar Challenge:
- 2022[6]

Puchar Rosji:
- 2022, 2023

Superpuchar Rosji:
- 2023

## Sukcesy reprezentacyjne
Mistrzostwa Świata Kadetek:
- 2005

Puchar Panamerykański:
- 2009, 2011
- 2007, 2008

Grand Prix:
- 2009, 2016, 2017
- 2010, 2011
- 2015

Puchar Wielkich Mistrzyń:
- 2013
- 2009, 2017

Mistrzostwa Świata:
- 2010

Igrzyska Olimpijskie:
- 2012
- 2020

Mistrzostwa Ameryki Południowej:
- 2013, 2015, 2017, 2021

Volley Masters Montreux:
- 2017

Liga Narodów:
- 2019, 2021

## Nagrody indywidualne
- 2005: MVP Mistrzostw Świata Kadetek
- 2007: MVP, najlepsza atakująca oraz punktująca Mistrzostw Świata Juniorek
- 2015: Najlepsza przyjmująca Grand Prix
- 2016: MVP Grand Prix
- 2017: Najlepsza przyjmująca turnieju Volley Masters Montreux
- 2017: MVP i najlepsza przyjmująca Grand Prix
- 2017: Najlepsza przyjmująca Mistrzostw Ameryki Południowej